# 克赖贝克
克赖贝克（荷蘭語：Kruibeke，荷蘭語發音：[ˈkrœy̯beːkə]）是比利时弗拉芒大區东佛兰德省圣尼克拉斯区的一个市镇，东南两面与安特衛普省接壤，通行荷蘭語，是弗拉芒社群的一部分，面积33.53平方千米，人口16,657人（2018年1月1日）。